# Чамлыяйла
Чамлыяйла (тур. Çamlıyayla) — город и район в провинции Мерсин (Турция). Современный город находится в горах  Тавра, у подножья живописной скалы на вершине которой находится крепость Ламброн-берд (тур. Namrun kalesi)

## История
Эти места были населены с античных времён. Ими владели персы, греки, римляне, армяне и арабы. 
В первой половине XI века утрата армянами национальной государственности после завоевания Византией, а также  нашествие сельджуков в Армению, привели к массовому переселению армян в Киликию, где возникло новое Киликийское армянское царство
В 1073 году армянский феодал Ошин со своими братьями из Гандзака переселяется в Киликию, в район где наместником был его друг Аплгариб Арцруни. Последний пожаловал Ошину крепость Ламброн (арм. Լամբրոն) в горах Тавра, которую Ошин отбил у арабов Обосновавшийся в этих местах Ошин, оставаясь на службе,  дает начало известному в тех местах княжескому роду.
Период правления царей Киликийской Армении совпал с крестовыми походами. Это был период бурного расцвета торговли и ремёсел. Было построено множество армянских монастырей, среди которых, расположенный близ Ламброна монастырь Скевра, в котором в конце XII века завершилось  окончательное оформление стиля киликийской миниатюрной живописи.
Но даже после падения Киликийского Армянского царства и вхождения в состав Османской империи Ламброн вместе с рядом других областей страны ещё несколько веков оставались под властью армянских феодалов. Гамидийская резня Армян (1894—1896), Аданская резня Армян (1905—1909) и Большой Геноцид Армян в Османской империи (1915—1923) свели на нет христианство в этом регионе, и армянские памятники истории разделили участь киликийских армян.